# John Bampton
John Bampton (1690 – 2 de junho de 1751) foi um religioso inglês, por algum tempo cônego de Salisbury.

## Biografia
Bampton foi membro do Trinity College, em Oxford, onde se graduou Master of Arts em 1712. Tornou-se pároco de Stratford Tony, em Wiltshire.

## Palestras Bampton
Bampton é atualmente lembrado principalmente por causa do conteúdo de seu testamento, que determina que oito palestras devem ser realizadas anualmente em Oxford, na igreja da Universidade, aos domingos pela manhã, "entre o começo do último mês no período da Quaresma e o fim da terceira semana, sobre qualquer um dos seguintes assuntos: confirmar e estabelecer a fé cristã, e refutar todos os hereges e cismáticos; sobre a autoridade divina das Sagradas Escrituras; sobre a autoridade dos escritos dos pais primitivos, quanto à fé e prática da Igreja primitiva; sobre a divindade de nosso Senhor e Salvador Jesus Cristo; sobre a divindade do Espírito Santo; sobre os artigos da fé cristã, como compreendido nos Apóstolos e Credo Niceno".
O palestrante, que deve ser pelo menos um mestre de artes de Oxford ou de Cambridge, era anteriormente escolhido anualmente pelos diretores das faculdades, na quarta terça-feira do período da Páscoa, e ninguém poderia ser escolhido pela segunda vez. As Palestras Bampton, como são conhecidas, tiveram início em 1780, e ainda são realizadas, mas são bienais desde 1901. As palestras devem ser publicadas dentro de dois meses após sua apresentação. Uma lista completa de palestrantes e temas é fornecida no Oxford Historical Register. A instituição fez muito para preservar um alto padrão da teologia inglesa; e as palestras como um todo formam uma coleção historicamente interessante de literatura apologética.

## Fundo Bampton
Bampton era proprietário da Fazenda Nunton, no Sul de Wiltshire, perto de sua paróquia, compreendendo terras em Nunton, Downton e Britford. Jacob Bouverie, 1.º Visconde Folkestone quis comprá-la, para anexá-la a sua propriedade, no Castelo Longford, localizado a nordeste de Nunton. Bampton não estava disposto a vendê-la, surgiu então uma disputa, e para colocar a terra fora do alcance de Folkestone, Bampton a doou para a Universidade de Oxford; que tomou posse por volta de 1778 depois que sua esposa morreu. Posteriormente, Jacob Pleydell-Bouverie, 2.º Conde de Radnor, neto de Folkestone, fez uma troca em 1805 com a Universidade. Trocou a Fazenda Nunton pela propriedade Tinkersole em Wing, Buckinghamshire, apoiado por uma lei particular do Parlamento.

## Palestras Sarum
Uma segunda série de palestras, não restrita aos teólogos anglicanos, foi criada com o fundo Bampton em 1952. O primeiro palestrante de Sarum foi nomeado em 1954; a série de palestras foi interrompida em 1995. A série anual subsequente de Palestras Teológicas Sarum está dissociada, sendo organizada pelo Sarum College e realizada na Catedral de Salisbury.
Palestras Sarum em Oxford
- 1954 C. H. Dodd, Historical Tradition in the Fourth Gospel
- 1958 Fernando Capelle
- 1960 A. N. Sherwin-White, Roman Society and Roman Law in the New Testament
- 1964 David Knowles, From Pachomius to Ignatius: A Study in the Constitutional History of the Religious Orders
- 1966 Christopher Butler, The Theology of Vatican II
- 1968 Alec Vidler, A Variety of Catholic Modernists
- 1970 H. H. Price, Essays in the Philosophy of Religion
- 1972 Edward Yarnold, Second Gift: Study of Grace[6]
- 1976 John S. Donne "The Reasons of the Heart"
- 1980 Schubert Ogden, The Point of Christology
- 1982 Henry Chadwick[7] sobre Santo Agostinho de Hipona
- 1986 Gordon D. Kaufman
- 1990 Raymond Plant, publicado em Politics, Theology and History
- 1992 Basil Mitchell, Faith and Criticism
- 1995–6 David Martin, publicado como Does Christianity Cause War?[8][9]